# Towelie

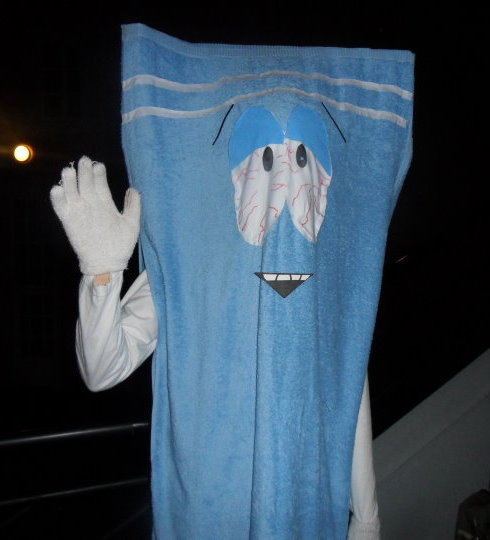

Towelie (de la towel = prosop) este un personaj din serialul de animație "South Park". Towelie este un prosop vorbitor ce fumează mereu marijuana.
În episodul A Million Little Fibers care îi este dedicat, Towelie ajunge la concluzia că nu ar trebui să se drogheze pentru a concepe idei, ci ar trebui întâi să conceapă ideile după care să se drogheze pentru a se răsplăti.
Acest personaj este mereu sub influența narcoticelor, acest lucru îl face haios...
Replicile lui seamănă... uneori se repetă... :
"Wanna get high?" "Don`t forget to bring a towel"